# Apicum-Açu
Apicum-Açu is een gemeente in de Braziliaanse deelstaat Maranhão. De gemeente telt 13.890 inwoners (schatting 2009).